# Haplochorema
Haplochorema là một chi thực vật trong họ Zingiberaceae.

## Từ nguyên
Haplochorema (haplo = một, đơn + chorema = ngăn, phòng, khoang; hàm ý chỉ bầu nhụy một ngăn, như mô tả của Schumann khi ông viết về chi này là ovarium uniloculare.

## Lịch sử phân loại
Haplochorema được Karl Moritz Schumann mô tả năm 1899, với 4 loài ở Borneo là H. polyphyllum, H. gracilipes, H. uniflorum và H. extensum.
Năm 1904, Schumann bổ sung thêm 2 loài là H. oligospermum và H. petiolatum nâng tổng số loài thành 6.
Năm 1918, Theodoric Valeton cho rằng H. uniflorum là đồng nhất với Kaempferia decus-silvae và đổi danh pháp thành H. decus-silvae. Năm 1919, Isaac Henry Burkill bổ sung một loài ở Sumatra là H. sumatranum.
Haplochorema đã không có thay đổi nào cho tới năm 1972, khi Brian Laurence Burtt và Rosemary Margaret Smith chuyển H. polyphyllum thành Scaphochlamys polyphylla. Năm 1980, Smith đổi tên H. oligospermum thành Boesenbergia oligosperma và năm 1982 đổi H. gracilipes thành B. gracilipes. Như thế, chi này chỉ còn 3 loài là H. decus-silvae, H. extensum và H. sumatranum. Năm 1987, Smith bổ sung thêm 2 loài là H. magnum và H. pauciflorum (với nguyên chủng và thứ bullatum).
Năm 1997, Kai Larsen đồng nhất H. sumatranum với Gastrochilus loerzingii và đổi thành Boesenbergia loerzingii. Năm 2006, Shoko Sakai và Hidetoshi Nagamasu chuyển Gastrochilus latilabrus sang chi Haplochorema thành H. latilabrum và đổi B. gracilipes thành Scaphochlamys gracilipes. Như vậy, từ năm 2006 đến năm 2020, chi này gồm 5 loài như liệt kê dưới đây.

## Mô tả
Các loài Haplochorema là cây thân thảo thường xanh, sống lâu năm, được tìm thấy trong các khu rừng thường xanh nhiệt đới ẩm ướt ở độ cao thường dưới 300 m. Cây tự duy trì quanh năm bằng cách phát triển thân rễ theo chu kỳ, trên đó tạo ra các chồi mới. Mỗi chồi mới tạo ra ít nhất 1 hoặc nhiều bẹ không phiến lá, tiếp theo là một hoặc hai lá. Cụm hoa được tạo ra ở đầu của thân rễ, bình thường ở gốc của cuống lá. Chồi mới này đến lượt mình sẽ tạo ra chồi mới khác tại một mắt bên dưới cuống lá. Ở một số loài, chẳng hạn như H. pauciflorum, một nhánh mới có thể hình thành ở bất cứ đâu trên thân rễ tại một mắt. Nhánh mới này, được hình thành nghiêng một góc, phát triển theo một hướng khác với thân mẹ. Theo thời gian, với điều kiện thích hợp, cây tạo ra có thể bao phủ một diện tích nhỏ. Cấu trúc cụm hoa của Haplochorema có đặc trưng là có cuống rất ngắn, các lá bắc sắp xếp thành hai hàng trên một trục ngắn, một hoa trên mỗi lá bắc và kiểu nở hoa từ đỉnh xuống đáy. Cụm hoa chứa từ 3-4 hoa (H. pauciflorum) đến 10 hoa (H. magnum). Các quan sát thực địa cho thấy H. uniflorum có 3-5 hoa trên mỗi cụm hoa. Vì thế, danh pháp unifllorum (nghĩa là một hoa) là một thuật ngữ sai.

## Các loài
Các loài từng ghi nhận thuộc chi Haplochorema ghi nhận dưới đây, với phân bố trong khu vực đảo Borneo, miền tây Malesia, bao gồm Malaysia và Indonesia.
- Haplochorema decus-sylvae (Hallier f.) Valeton, 1918 - Kalimantan (Indonesia) và H. uniflorum ở Sarawak (Malaysia).
- Haplochorema extensum K.Schum., 1899 - Sarawak (Malaysia).
- Haplochorema latilabrum (Valeton) S.Sakai & Nagam., 2006 - Selebulan (Indonesia).
- Haplochorema magnum R.M.Sm., 1987 - Sarawak (Malaysia).
- Haplochorema pauciflorum R.M.Sm., 1987 - Sarawak (Malaysia).
  - Haplochorema  pauciflorum var. bullatum R.M.Sm., 1987 - Sarawak (Malaysia).

## Sửa đổi năm 2020
Nghiên cứu phát sinh chủng loài phân tử của Mood et al. (2020) cho thấy Haplochorema lồng sâu trong Boesenbergia và đề xuất gộp Haplochorema vào chi này. Đồng thời các tác giả cũng cho rằng H. uniflorum không đồng nghĩa với H. decus-sylvae mà là loài tách biệt. Các tổ hợp danh pháp mới do nhóm tác giả này thiết lập và hiện tại được IPNI công nhận như sau: và tại thời điểm tháng 6 năm 2021, WCSP và POWO công nhận Haplochorema là đồng nghĩa của Boesenbergia.
- Boesenbergia uniflora (K.Schum.) Ardiyani & Mood, 2020
- Boesenbergia decus-sylvae (Hallier f.) Ardiyani & Mood, 2020
- Boesenbergia extensa (K.Schum.) Veldkamp & Mood, 2020
- Boesenbergia latilabrum (= Boesenbergia latilabra) (Valeton) Veldkamp & Mood, 2020
- Boesenbergia magna (R.M.Sm.) Veldkamp & Mood, 2020
- Boesenbergia pauciflora (R.M.Sm.) Veldkamp & Mood, 2020
  - Boesenbergia pauciflora var. bullata (R.M.Sm.) Veldkamp & Mood, 2020